# Stichting Drentse Taol
De Stichting Drentse Taol is een stichting met als doelstelling het bevorderen van het actief en passief gebruik van het Drents, het stimuleren van de streektaal. Het werk is onderverdeeld in de beleidsterreinen Taalpromotie, Onderwijs, Literatuur en Taalwetenschap.

## Taalpromotie
Bij taalpromotie moet gedacht worden aan zaken als het organiseren van lezingen, het Drents dictee, kerkdiensten in het Drents en de maand van het dialect (in maart, Meertmaond-Dialecentimeteraond), het verzorgen van internetpagina's en Tekst-TV in het Drents en de uitgave van het kwartaalblad De Taolkraant (i.s.m. Het Drentse Boek).
Bij taalpromotie moet gedacht worden aan zaken als het organiseren van lezingen, het Drents dictee, kerkdiensten in het Drents en de maand van het dialect (in maart, Meertmaond-Dialecmaond), het verzorgen van internetpagina's en Tekst-TV in het Drents en de uitgave van het kwartaalblad De Taolkraant (i.s.m. Het Drentse Boek).
Naast de activiteiten die de Stichting Drentse Taol zelf ontplooit is ook de loketfunctie erg belangrijk. Voor alle vragen en wensen op het gebied van het Drents kan men terecht bij Drentse Taol.

## Onderwijs
Op onderwijsgebied worden diverse activiteiten ontplooid voor jong en oud. In verschillende plaatsen worden cursussen Drentse taal en cultuur gegeven, zowel voor beginners als voor gevorderden. Daarbij komen ook volkskunde en spelling aan de orde.

## Taalwetenschap
De Drentse taal is ook onderwerp van wetenschappelijk onderzoek. Dit onderzoek staat niet op zichzelf, maar wordt waar mogelijk toegepast op andere beleidsterreinen, bijvoorbeeld het onderwijs.